# Arnold Pjatrovics Csarnusevics
Arnold Pjatrovics Csarnusevics (belaruszul: Арнольд Пятровіч Чарнушэвіч, oroszul: Арнольд Петрович Чернушевич, Arnold Petrovics Csernusevics) (Minszk, 1933. január 15. – ?, 1991. szeptember 2.) szovjet színekben világbajnok, olimpiai bronzérmes belarusz párbajtőrvívó, edző.